# Mil (tusendels tum)
En thousand of an inch (tusendels tum), ofta kallad thou (både singular och plural) är 0,001 engelsk tum (inch). Speciellt i Nordamerika kallas denna enhet ofta mil (plural mils)
Då en inch är exakt 25,4 mm så blir 1 thou = 1 mil = 0,001*25,4 = 0,0254 mm.

## Beteckningarnamilrespektivethou
I USA var länge mil den vanligaste beteckningen, men allt eftersom användningen av det metriska måttsystemet fått ökad användning så har  beteckningen thou ersatt mil i många tekniska sammanhang för att undvika sammanblandning med millimeter. Bägge beteckningarna förekommer men ena eller andra beteckningen kan vara rekommenderad i olika sammanhang.